# Jan Jacob Weve

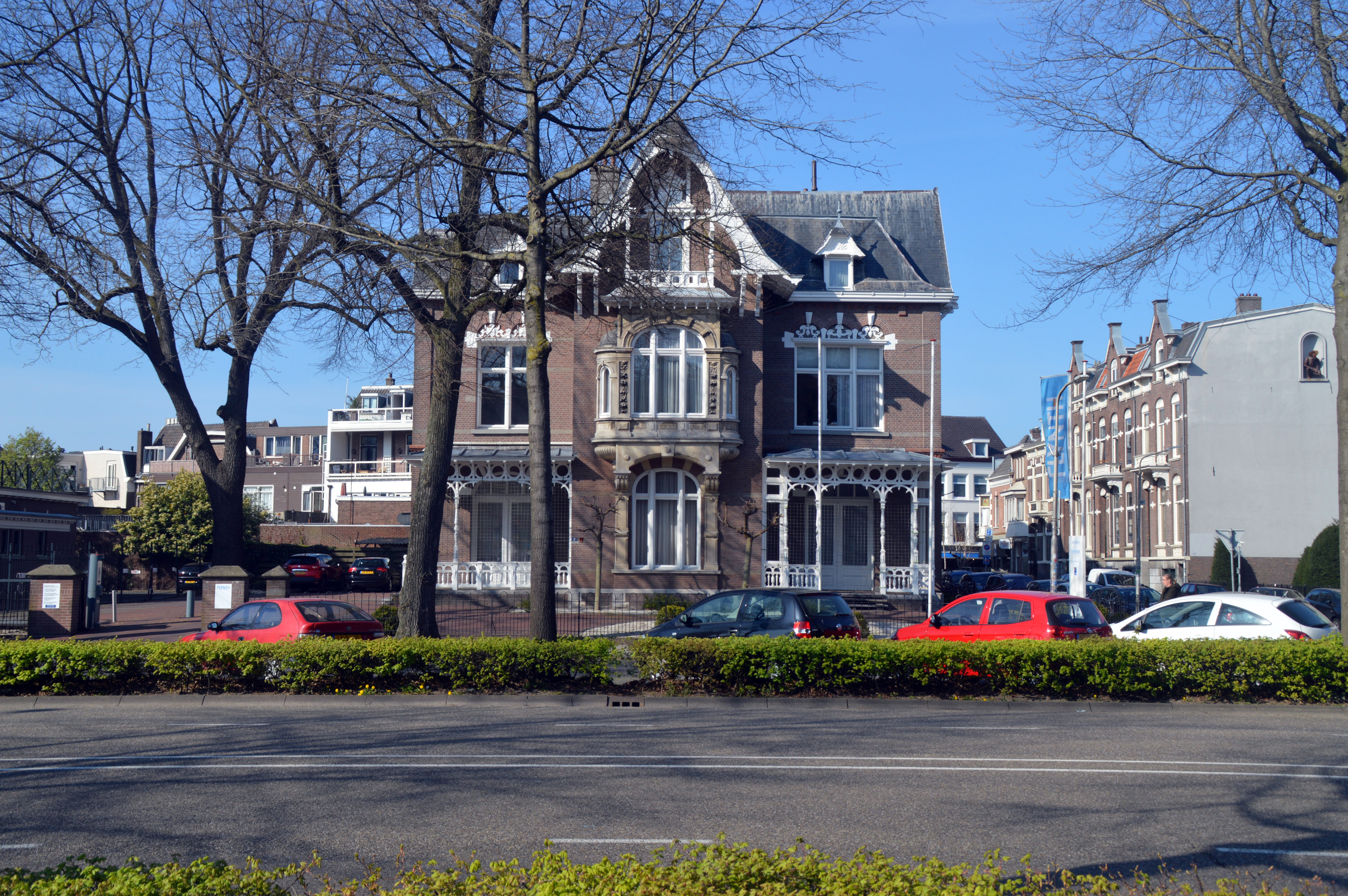
Villa Oranjesingel 2a Bouwjaar 1889

Jan Jacob Weve ('s-Gravenhage, 11 maart 1852 - Nijmegen, 18 september 1942) was een Nederlands ingenieur en architect.

## Opleiding en loopbaan
Na de Rijks Hogere Burgerschool te hebben doorlopen in zijn geboortestad, studeerde Weve aan de Poly-technische School te Delft. Hier volgde hij onder meer colleges bij de bekende eerste hoogleraar bouwkunde te Delft E.H. Gugel. In 1873 behaalde hij zijn diploma tot civiel ingenieur en in 1874 het diploma tot bouwkundig ingenieur. Na zijn studie maakte hij, zoals dat destijds bij geschoolde architecten gebruikelijk was, een kunstreis door Italië. Vervolgens werd hij in 1881 aangesteld als gemeentearchitect van Nijmegen. Deze functie werd al snel gewijzigd in directeur van gemeentewerken. Tot 1920 was hij in die functie actief. Van zijn hand kwamen de ontwerpen van zeventien Nijmeegse schoolgebouwen. Daarnaast was hij verantwoordelijk voor de aanleg van de Nijmeegse riolering. Als restaurateur verbouwde en restaureerde Weve ook de Boterwaag op de Grote Markt. 
Hij ligt begraven op de door hemzelf ontworpen begraafplaats Daalseweg.

## Enkele werken
- 1879-1879 Nijmegen: School voor Ambachtsonderwijs a/d Nieuwe Marktstraat
- 1884-1884 Nijmegen: Spoorwegmonument, Hoogstraat 2
- 1884-1884 Nijmegen: Winkelhuis Scheerder a/d Burchtstraat
- 1885-1885 Nijmegen: Begraafplaats Daalseweg, Daalseweg 198 en de kruiswegstaties op de begraafplaats
- 1885-1886 Nijmegen: Gebouw Geldersche Stoombootmaatschappij
- 1888-1889 Nijmegen: Woonhuis fabrikant F.W. Dickmann, Van Oldenbarneveltstraat 71
- 1888-1891 Grave:    Sint-Elisabethsgesticht (gesloopt in jaren 1970)
- 1889-1889 Nijmegen: Aanbouw a/d St. Ignatiuskerk
- 1889-1889 Nijmegen: Villa Oranjesingel 2A
- 1889-1990 Nijmegen: Bank van Lening, Hessenberg 1 en Pijkestraat 4-6
- 1905-1906 Nijmegen: Openbare School voor Uitgebreid Lager Onderwijs
- 1911-1911 Nijmegen: Wachthuisje Electrische Tram, St. Jorisstraat 35
- 1920-1920 Nijmegen: Begraafplaats Graafseweg, Graafseweg 419

## Trivia
- Weve was Ridder in de Orde van Oranje-Nassau
- Tussen 1910 en 1941 was Weve lid van de Commissie voor Rijksmonumenten van Geschiedenis en Kunst.
- In 1925 voltooide Weve zijn tweedelig manuscript De Valkhofburcht te Nijmegen, uitgegeven in 1994, ISBN 9071509052
- In 1947 werd er een straat naar hem vernoemd in de wijk Bottendaal, ook zijn collega en vriend Derk Semmelink kreeg in deze buurt een straat met zijn naam.
- Beeldend kunstenaar Jan Toorop maakte als portrettist een krijttekening van zowel J.J. Weve, als van zijn jongste dochter (Marie).

- Biografisch Portaal: 15218796
- Digitale Bibliotheek voor de Nederlandse Letteren: weve031
- International Standard Name Identifier: 0000 0003 8841 1068
- Nederlandse Thesaurus van Auteursnamen: 074094564
- RKD-Nederlands Instituut voor Kunstgeschiedenis: 91930
- Virtual International Authority File: 281566337
- WorldCat: E39PBJxCy38PfwHHJHbRJFgR8C